# Фрагмент

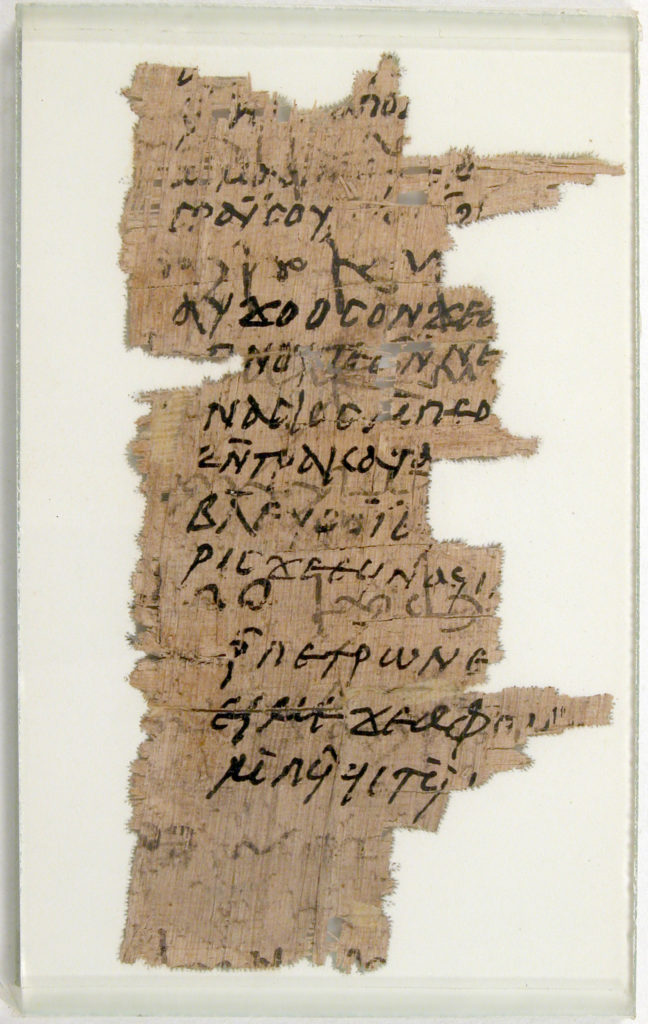
Фрагмент папируса

Фрагме́нт (лат. fragmentum — обломок, кусок, осколок) — какая-либо часть от целого.

## Историческая семантика
В латинском языке в первоначальном значении это слово употреблялось для названия кусков разбитой глиняной посуды, но позднее фрагментами стали называть сохранившиеся остатки литературных памятников, произведений искусства (рукописей, скульптур, архитектурных сооружений).
Это слово вошло во многие современные языки, используемое как синоним части (фрагмент фильма, фрагмент тела, фрагмент сна).

## Фрагментарность и эпоха модерна
Фрагментарность, культивирование фрагмента как жанра — значимая черта новейшей эпохи, её философской мысли (Артур Шопенгауэр, Фридрих Вильгельм Ницше) и искусства (литературы, музыки) со времен романтизма — Новалис, Фридрих Шлегель, Кьеркегор, Жубер и др., заново обретающая актуальность в эссеистике XX века (К. Краус, Э. Канетти, Чоран, Эухенио д’Орс, Э. Юнгер, Н. Гомес Давила, М. Бланшо, Ж. Грак, П.-А.Журдан и др.) и в экспериментальной прозе («Романы в три строки» Феликса Фенеона, «Грегерии» Р. Гомеса де ла Серны, «Создатель», «Атлас» и др. книги Борхеса, «Буква е» и др. книги Аугусто Монтерросо, «Следы» Я. Демла, «Оттенки и подробности» и «Заметки» Л. Холя, «Я помню» Ж. Перека, «Opus incertum» Р.Мюнье и др.).

## Фрагмент в фотографии
Фрагмент - это жанр, пришедший в фотографию из кинематографа (крупный план), когда в кадре отображается не весь объект, а только часть его, глядя на которую зритель ощущает фрагментарность, деталь фигуры, объекта, вещи или пейзажа.

## Жанр фрагмента в России
В русской словесности жанр фрагмента развивали Батюшков, Вяземский, Л. Шестов, В. Розанов, позднее — Лидия Гинзбург, Ю. Олеша, А. Синявский, Л. Пинский («Минимы»), М. Гаспаров («Записи и выписки»), Николай Боков («Фрагментарий») и др.